# ألان يونغ (لاعب كرة قدم أسترالية)
ألان يونغ (بالإنجليزية: Alan Young)‏ هو لاعب كرة قدم أسترالية أسترالي، ولد في 8 ديسمبر 1933.

## وصلات خارجية
- ألان يونغ على موقع AustralianFootball.com (الإنجليزية)
- ألان يونغ على موقع AFLtables.com (الإنجليزية)